# Luigi Marini
Pour les articles homonymes, voir Marini.
Luigi Marini, marquis del Vacone, né en 1768 à Rome et mort dans cette même ville en mai 1838, est un ingénieur italien.

## Biographie
Né à Rome en 1768, il s’appliqua de bonne heure à l’étude des mathématiques, et se fit connaître par la publication des œuvres de l' ingénieur italien Francesco De Marchi, surnommé le Vauban du XVe siècle (Rome, 1811, 3 vol. in-fol.). Il entreprit ensuite un travail complet et étendu sur Vitruve. Il consacra à cette œuvre plus de vingt années, et en 1836 parut son édition de l’architecte latin (3 vol. in-fol.), qui fut bientôt suivie d’une traduction italienne en 2 volumes in-folio. À chacun de ces deux ouvrages est joint un atlas. Marini avait consulté tous les manuscrits, rapproché toutes les variantes, et cherché par des recherches immenses à ne rien laisser ignorer de la vie et des idées de Vitruve. Il avait fait monter à grands frais, dans son palais, le Palazzo Pio, situé près des ruines du théâtre de Marcellus, un atelier de gravure uniquement destiné à l’exécution des planches dont il a accompagné les deux éditions. Marini exerça plusieurs années les fonctions de directeur du cadastre dans les États pontificaux. Il mourut à Rome en mai 1838, laissant une bibliothèque d’auteurs classiques qui fut acquise, pour 12 500 écus romains, par le Collège d'Oscott de Birmingham.